# Sanys carnina
Sanys carnina är en fjärilsart som beskrevs av Achille Guenée 1852. Sanys carnina ingår i släktet Sanys och familjen nattflyn. Inga underarter finns listade.